# صادقلو (بوئین‌زهرا)
صادقلو (بوئین‌زهرا)، روستایی از توابع بخش مرکزی شهرستان بوئین‌زهرا در استان قزوین ایران است.از خانواده های ساکن روستای صادقلو .. عربی صادقلوئی یوسفی صادقلو و عباسی صادقلو و نوری صادقلو می باشند

## جمعیت
این روستا در دهستان زهرای پایین قرار دارد و براساس سرشماری مرکز آمار ایران در سال ۱۳۸۵، جمعیت آن زیر سه خانوار بوده‌است.